# Загоруйко, Николай Николаевич
Николай Николаевич Загоруйко (укр. Микола Миколайович Загоруйко; 18 января 1962, Винница, Украинская ССР, СССР) — советский и украинский футболист, вратарь. Позже — футбольный тренер.

## Биография
В 1980 году дебютировал в составе винницкой «Нивы» во Второй лиге СССР. Следующий сезон провёл в симферопольской «Таврии». За крымчан сыграл лишь одной игре Кубка СССР против барнаульского «Динамо» (2:0). После этого вернулся в «Ниву». Вначале уступал место в воротах Анатолию Бабенко, но затем стал основным вратарём. В 1983 году команда стала третьей в своей зоне. Спустя год «Нива» стала победителем зонального турнира, после чего заняла второе место в финальном раунде, уступив куйбышевским «Крыльям Советов». Сезон 1985 года команда завершила на втором месте в своей группе, уступив лишь «Таврии». Принял участие в первом розыгрыше чемпионата независимой Украины. «Нива» заняла 8 место из 10 команд своей группы и вылетела в Первую лигу. Провёл в команде первую половину сезона 1992/93, после чего завершил карьеру футболиста.
В составе «Нивы» провёл более трехсот игр, является рекордсменом клуба как вратарь проведший больше всего матчей. Загоруйко отыграл больше всего «сухих» игр за «Ниву» — 131 матч. Входит в символические клубы Анатолия Александрова и Юрия Шевченко.
По окончания карьеры футболиста стал работать детским тренером в школе винницкой «Нивы». Работал в паре с Александром Дусанюком. Награждался премией как лучший тренер Винницкой области. Среди его воспитанников такие футболисты как Александр Костюк и Вадим Волошинский (1992 года рождения). Подопечные 1997 года рождения побеждали на турнире во Франции весной 2010 года. Воспитанниками 1997 года рождения являются Виктор Цыганков и Олег Остапенко. После являлся тренером группы футболистов 2002—2004 годов рождения. Приводил команду этого возраста к серебряным наградам международного турнира в Киеве «Оболонь — 2011». С командой 2007 года рождения летом 2016 года участвовал в болгарском турнире «Несебр-cap 2016».
В сезоне 1999/00 являлся тренером вратарей в клубе «Винница», эту же должность занимал в команде «Нива-В» в первой половине сезона 2016/17.